# Hydrovatus fractus
Hydrovatus fractus är en skalbaggsart som beskrevs av Sharp 1882. Hydrovatus fractus ingår i släktet Hydrovatus och familjen dykare. Inga underarter finns listade i Catalogue of Life.